# Дрезденський трамвай
Дрезденський трамвай — трамвайна мережа у Дрездені, Німеччина.

## Історія
Перша конка у Дрездені була відкрита 26 вересня 1872 року на маршруті Блазевіц — Пірнайшен-Плац. 6 серпня 1880 року було відкрито другий маршрут: Постплац — Плауен. Третій маршрут був запущений 19 червня 1881, за маршрутом Постплац — Вальдшлесхен. Перші електричні трамваї введено в дію 6 липня 1893.
13 лютого 1945 трамвайний рух було припинено через обстріли міста. Незважаючи на великі пошкодження, трамвайний рух було відкрито 12 травня 1945 р. Після війни декілька трамвайних маршрутів за межами Дрездена були закриті.
15 травня 1996 року було відкрито нове трамвайне депо «Горбіц». 10 червня 1999 Була відкрита нова трамвайна лінія між Плауном та Кошюцем.
З 16 листопада 2000 року Дрезденом курсує вантажний трамвай під назвою CarGoTram. Кожен з двох поїздів завдовжки 60 м. Поїздів складається з двох керованих вагонів (по одному в кінці) та трьох середніх вагонів.
Ще один новий маршрут був відкритий 29 листопада 2003 року до Кадіца. 2 вересня 2007 року було відкрито нове депо Рейк, а старе Толкевіц закрили. Остання лінія була введена в експлуатацію 29 листопада 2008 року, яка сполучила Горбіц з Пенрихом. 29 травня 2011 року лінію 10 було продовжено на 1,3 км від нинішньої станції Фрідріхштадт (перейменованого Vorwerkstraße) до виставкових майданчиків (MESSE DRESDEN). Новий маршрут має 4 зупинки, кошторисна вартість 16 мільйонів євро.
В рамках програми «Stadtbahn 2020» планується замінити дві автобусні лінії № 61 та 62 трамваями. За цією програмою буде модернізовано 14,9 км трамвайних колій із 38 зупинками та 1,3 км.
Музей трамваїв (Straßenbahnmuseum Dresden) працює в Дрездені, він знаходиться в колишньому трамвайному депо Трахенбергер. Доступ до музею здійснюється лінією трамвая № 3 (зупинка Трахенбергер-плац).

## Лінії
Зараз у Дрездені 12 трамвайних ліній:
| Лінія | Маршрут                                | Довжина | Флот що обслуговує лінії        |
| ----- | -------------------------------------- | ------- | ------------------------------- |
| 1     | Лойтевіц — Проліс                      | 15,6 km | NGT6DD, NGT8DD, NGT12DD         |
| 2     | Депо Горбіц — Клайнчахвіц              | 17,1 km | NGT6DD, NGT8DD, NGTD12DD        |
| 3     | Кошюц — Вільдер-Ман                    | 11,9 km | NGT8DD, NGTD12DD                |
| 4     | Вайнбела — Лаубегаст                   | 28,7 km | NGT6DD, NGT8DD                  |
| 6     | Депо Горбіц — Нідерзедліц              | 21,8 km | T4D-MT, NGT6DD, NGTD8DD         |
| 7     | Пенрих, Глайсшлайфе — Вайксдорф        | 23,1 km | NGT8DD, NGTD12DD                |
| 8     | Зюдфорштадт — Геллерау                 | 13,2 km | T4D-MT, NGT6DD, NGT8DD          |
| 9     | Кадіц — Проліс                         | 16,9 km | T4D-MT, NGT6DD                  |
| 10    | МЕССЕ-ДРЕЗДЕН — Людвіг-Гартман-Штрассе | 9,5 km  | T4D-MT, NGT6DD, NGT8DD, NGTD8DD |
| 11    | Чертніц — Бюлау                        | 9,5 km  | NGTD12DD                        |
| 12    | Лойтевіц — Людвиг-Хартман-Штрассе      | 14,4 km | T4D-MT, NGT6DD, NGT8DD, NGTD8DD |
| 13    | Міктен — Проліс                        | 14,6 km | NGT6DD, NGT8DD                  |

## Рухомий склад
Всього в Дрездені працює 197 трамваїв:
| Тип                 | Фото | Кількість |
| ------------------- | ---- | --------- |
| SachsenTram NGT6DD  |      | 60        |
| Bombardier NGTD12DD |      | 43        |
| Bombardier NGTD8DD  |      | 40        |
| Bombardier NGT8DD   |      | 23        |
| Tatra T4D-MT        |      | 23        |

Причепні вагони:
| Тип       | Фото | Кількість |
| --------- | ---- | --------- |
| Tatra B4D |      | 8         |